# Jan-Eric Persson
Jan-Eric Persson är en svensk skivproducent som driver skivbolaget Opus3, som han grundade 1976.